# William Attewell
William Attewell (* 12. Juni 1861 in Keyworth, Vereinigtes Königreich; † 11. Juni 1927 in Long Eaton, Vereinigtes Königreich) war ein englischer Cricketspieler, der zwischen 1884 und 1892 für die englische Nationalmannschaft spielte.

## Aktive Karriere
Attewell gab sein First-Class-Debüt für Nottinghamshire in der Saison 1881. Dies geschah, da es einen Streit zwischen den Spielern und dem Board gab und einige etablierte Spieler sich weigerten anzutreten. Jedoch hielt dies nur eine Saison und er kam dann erst wieder zurück, als Fred Morley nach einem Unfall nicht mehr seine Leistungen vollbringen konnte. Sein Debüt in der Nationalmannschaft gab er bei der Ashes Tour 1884/85. Im dritten Test der Tour erzielte er 4 Wickets für 53 Runs und im abschließenden 3 Wickets für 24 Runs. Bei der Tour in Australien war er wieder im Team, spielte jedoch nur in einem Test. Dies war ebenso im Sommer 1890 in England der Fall, wo er dann 4 Wickets für 42 Runs erreichte. Seine letzte Tour bestritt er in der Saison 1891/92 in Australien. Dort konnte er im letzten Test noch ein Mal drei Wickets (3/87) erreichen, die dabei halfen, die Serie zu sichern. Er beendete seine Karriere im Jahr 1900.

## Nach der aktiven Karriere
Nach der Karriere betätigte er sich als Umpire. Er verstarb im Jahr 1927 im Alter von 65 Jahren nach langer Krankheit.